# 圣乔治堂 (威尼斯)
圣乔治堂（St George's Church, Venice）是一座圣公会教堂，位于意大利威尼斯，隶属于圣公会欧洲教区意大利和马耳他会吏长区。

## 历史

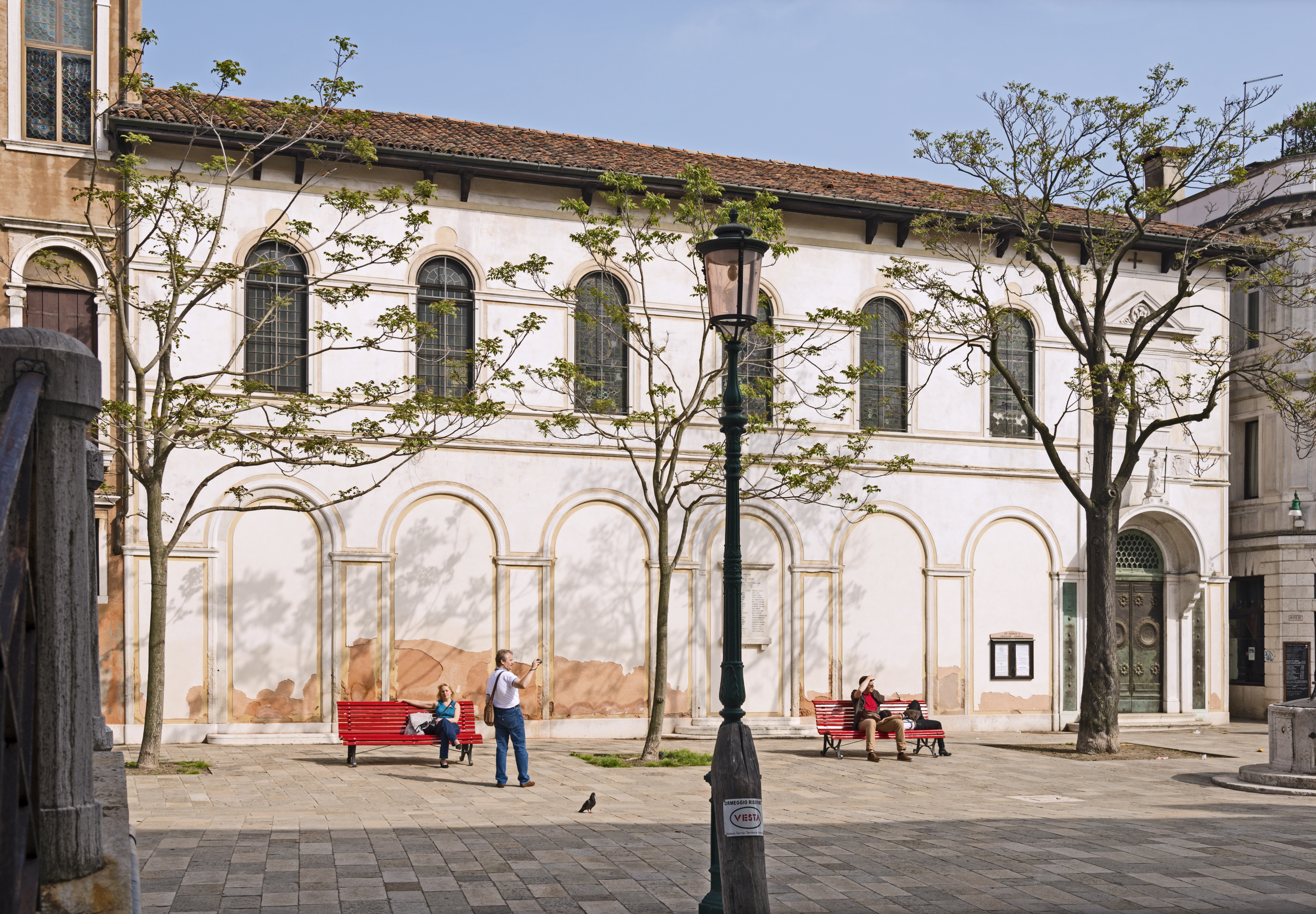

该堂由定居在威尼斯的意大利皇冠勋章获得者约翰戴维斯梅勒韦瑟牧师（John Davies Mereweather）创建。他在康塔里尼-科孚宫的公寓里举行宗教仪式，直到1887年。
目前在圣良广场（Campo San Vio）的教堂建筑，曾是玻璃公司的仓库。它是由工程师路易吉·马兰戈尼（Luigi Marangoni）设计，由拿破仑尼·马提（Napoleone Martinuzzi）雕塑，并于1892年献堂。